# Eisenbahnunfall von Daimiel
Bei dem Eisenbahnunfall von Daimiel fuhr am 9. Dezember 1866 die einzeln fahrende Pilot-Maschine vor dem Hofzug von Königin Isabella II. von Spanien im Bahnhof von Daimiel, Provinz Ciudad Real, in eine Menschenmenge, die im Gleis stand. Sieben Menschen kamen ums Leben.

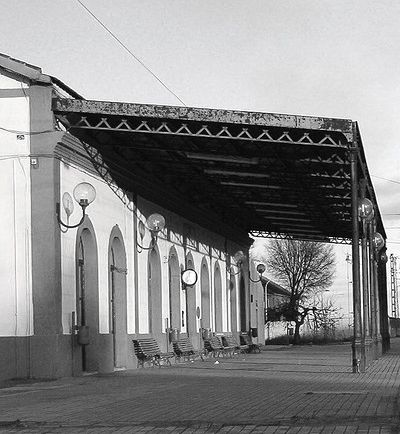
Empfangsgebäude des Bahnhofs Daimiel

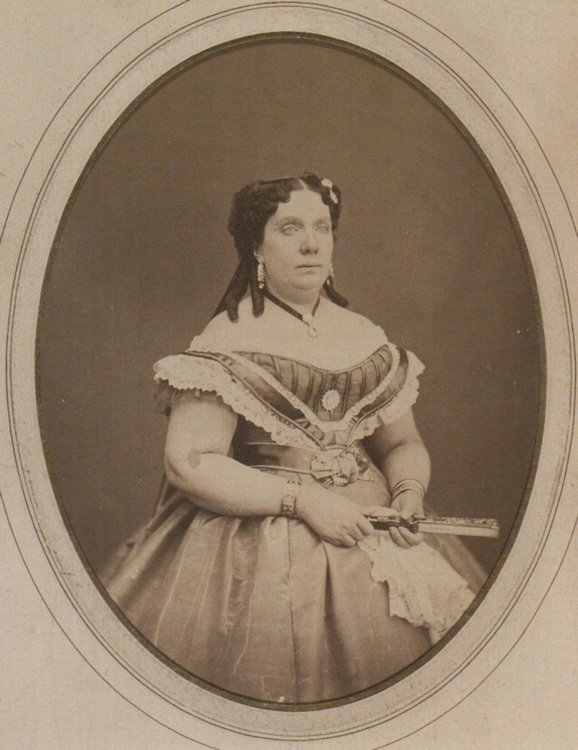
Königin Isabella II. von Spanien 1865

## Ausgangslage
Königin Isabella II. war – zusammen mit ihrem Mann Francisco de Asís de Borbón, Titularkönig von Spanien, und ihren ältesten Kindern, Prinzessin Isabella und Prinz Alfons – in Madrid zu einem Staatsbesuch nach Portugal aufgebrochen. Der Hofzug startete um 9:15 Uhr mit 45 Minuten Verspätung, da die Königin vor der Abfahrt noch die Heilige Messe hören wollte. Die erste Tagesetappe führte bis Ciudad Real, der Unterwegshalt in Daimiel war planmäßig für 14:35 Uhr vorgesehen und sollte zehn Minuten dauern. Daimiel liegt an der Strecke Manzanares–Ciudad Real, die damals von der Compañía de los Ferrocarriles de Madrid a Zaragoza y Alicante betrieben wurde. Es war bekannt, dass und wann die Königin ankommen sollte. Deshalb hatte sich eine große Menschenmenge von mehr als 10.000 Personen angesammelt, um sie zu begrüßen und ihren kurzen Aufenthalt und die Durchfahrt des Zuges anzusehen.
Bei Fahrten eines Hofzugs bestand die Vorschrift, dass alle Weichen des zu befahrenden Gleises zu arretieren und zu verschließen waren. Dann befuhr, unmittelbar vor dem Hofzug, eine einzelne Lokomotive („Pilot-Maschine“) die Strecke. Anschließend durfte ein so kontrollierter Streckenabschnitt von keinem anderen Fahrzeug mehr befahren werden, bevor nicht der Hofzug durchgefahren war.

## Unfallhergang
Die Menschenmenge im Bahnhof von Daimiel stand auch auf den Ausfahrweichen des Bahnhofs, da sie erwartete, dass der Hofzug im Bahnhof anhalten werde. Den Menschen war nicht bewusst, dass vor dem Hofzug eine Pilotlokomotive verkehrte. Die Guardia Civil hatte die Kontrolle über die Menschenmassen verloren und dem Bahnhofsvorstand gelang es auch nicht mehr, die Menschen zu warnen, als ihm die Ankunft der Pilot-Maschine gemeldet wurde. Diese durchfuhr den Bahnhof entgegen dem Fahrplan mit einer Geschwindigkeit von etwa 75 km/h, ohne anzuhalten. Als deren Lokomotivführer sah, dass Menschen im Gleis standen, gab er noch Signal mit der Dampfpfeife und leitete eine Schnellbremsung ein. Das reichte aber nicht mehr, um den Unfall zu verhindern. Er fuhr an der Bahnhofsausfahrt in die Menschenmenge hinein. Der Hauptmann der Einheit der Guardia Civil, die den Bahnhof bewachte, ließ den Lokomotivführer sofort verhaften.

## Folgen
Sieben Menschen kamen ums Leben – sechs sofort, einer starb später –, 27 weitere wurden verletzt.
Der Hofzug der Königin fuhr anschließend in den Bahnhof ein, wo sie ausstieg und – trotz des Unfalls – jubelnd begrüßt wurde, angeblich auch von unmittelbar zuvor Verletzten, die sie dann auch aufsuchte. Einige Tage später, auf der Rückfahrt vom Staatsbesuch in Portugal, wurde ein mehrstündiger Halt eingelegt. Königin und König besuchten die Verletzten.
Der geschäftsführende Inspektor für Verwaltung und Geschäftsbeziehungen der Bahngesellschaft begab sich mit einem Sonderzug zur Unfallstelle, um die Rettungs- und Bergungsarbeiten zu leiten und die Unfallursache zu untersuchen. Die Eisenbahngesellschaft stellte ad hoc 10.000 Reales zur Versorgung und Entschädigung der Opfer und ihrer Angehörigen zur Verfügung, die Königin in den folgenden Tagen noch einmal 40.000. Ein Gerichtsverfahren soll eingeleitet worden sein.